# Bougainville (L 9077)
La Bougainville (L 9077) è stata un unico esemplare di nave da trasporto e sostegno (in francese: Bâtiment de transport et de soutien, BTS) costruita per la Marine nationale che fu in servizio tra il 1988 e il 2009. Essa fu chiamata Bougainville in omaggio a Louis Antoine de Bougainville, la città madrina della nave era Bora Bora.

## Descrizione
La nave fu ordinata della Direction des Centres d'expérimentation nucléaires (DIRCEN), la sua costruzione iniziò il 28 gennaio 1986 ai cantieri Dubigeon a Nantes e fu completata presso i Chantiers de l'Atlantique a Saint-Nazaire.
Costruita per realizzare delle missioni di trasporto per i test nucleari nella Polinesia Francese, è trasformata nel 1998 in navire collecteur de renseignements, poi nel 2006 ridiventa bâtiment de transport et de soutien (BTS).
La nave ha partecipato di diverse operazioni importanti come : l'attività di intelligence a supporto nella guerra in Afghanistan nell'ottobre 2001, la lotta contro l'epidemia di chikungunya nel 2006 a La Riunione e la mission Corymbe 91 nel 2007 nel golfo di Guinea e al largo dell'Africa occidentale.
La nave è stata ritirata dal servizio attivo nel novembre 2008, sarà demolita a Gand in Belgio nel 2016.